# 白斑蜴鯰
白斑蜴鯰，為輻鰭魚綱鯰形目鼬鯰科的其中一種，為熱帶淡水魚，分布於南美洲奧里諾科河流域，體長可達15公分，棲息在底層水域，生活習性不明，可做為觀賞魚。